# Friedrich Hegar
Friedrich Hegar, né à Bâle le 11 octobre 1841 et mort à Zurich le 2 juin 1927, est un compositeur, chef d'orchestre et violoniste suisse.

## Biographie
Friedrich Hegar, né dans une famille de musiciens issus de Darmstadt, était le fils d'Ernst Friedrich Hegar, un professeur de musique, qui a également travaillé comme marchand de piano à Bâle. Friedrich Hegar a été initié au violon, à la théorie musicale et à la composition. À la fin des années 1850, il a entrepris des études de composition au Conservatoire de Leipzig. Après en être sorti diplômé en 1860, il a travaillé comme chef d'orchestre à Varsovie. Un an plus tard, il est allé à Guebwiller en Alsace, où il était vice-maître de chapelle sous Jules Stockhausen. En 1863 à Zurich, il est devenu chef d'orchestre de l'orchestre local, qui est devenu plus tard le Tonhalle de Zurich. Cela a été fait à la demande de Theodor Kirchner, avec qui il a entretenu des relations très amicales pendant de nombreuses années. Il a occupé ce poste jusqu'en 1903. À partir de 1865, il a dirigé aussi le Chœur mixte de Zurich et a également été chef d'orchestre au théâtre de Zurich. En même temps, il s'est impliqué dans la Allgemeinen Musik-Gesellschaft (AMG). À partir de 1914, Friedrich Hegar a dirigé le Conservatoire de Zurich, qui a été fondé à son initiative. Il est mort en 1927 à Zurich et a été enterré dans le cimetière de Fluntern.
Hegar a eu dans la seconde moitié du XIXe siècle et au début du XXe siècle une influence essentielle pour le développement de la musique à Zurich et en Suisse. En tant que chef du Tonhallenvereins, il a amené l'orchestre à une renommée internationale. Comme directeur du Conservatoire de Zurich, il a constamment amélioré la formation des jeunes musiciens. Parmi ses élèves, on trouve : Joseph Lauber. En tant que chef de chœur, il a travaillé au développement des chœurs d'hommes. Ses compositions comprennent essentiellement des lieder, des chœurs et des compositions instrumentales. Sous sa direction, plusieurs festivals de musique ont eu lieu à Zurich et en 1900, la première Tonkünstlerfest suisse s'est faite à Zurich.
Friedrich Hegar a été honoré à plusieurs reprises. L'Université de Zurich lui a décerné la fin du XIXe siècle, le titre de docteur honoris causa. En 1917, il est devenu membre de l'Académie des arts de Berlin.
Son fils était le violoncelliste Johannes Hegar (de).

## Œuvres (liste partielle)
- Concerto pour violon et orchestre en ré majeur op. 3
- Concerto pour violoncelle et orchestre en do mineur op. 44
- Quatuor à cordes en fa dièse mineur op. 46
- Aussöhnung op. 10
- Liederzyklus op. 19
- Manasse für Solostimmen, Chor und Orchester op. 16; dramatisches Gedicht in 3 Scenen von Joseph Victor Widmann
- Muttersprache (Volkslied, texte : Max von Schenkendorf)
- Ihr lieben Vögelein (Volkslied, texte : Otto von Redwitz)